# Halo 3
Halo 3 és un videojoc d'acció en primera persona desenvolupat per Bungie Studios exclusivament per a la consola Xbox 360. El joc és el tercer títol d'una sèrie que va començar amb Halo: Combat Evolved i que va seguir amb Halo 2. El joc es va publicar el 25 de setembre del 2007 a Nova Zelanda, Austràlia, Singapur, Índia, Mèxic, Canadà, Brasil, Colòmbia i els Estats Units; el 26 de setembre del mateix any a Europa; i el 27 de setembre del 2007 al Japó
El joc destaca pels nous vehicles, armes i jugabilitat diferent de les anteriors versions. L'Halo 3 se centra a la guerra interestelar entre la humanitat del segle XXVI i una agrupació de races extraterrestres conegudes com el Convenant, la qual, després d'una llarga guerra que va durar dècades, ha començat una invasió a la Terra. El jugador assumeix el paper de l'Amo Mestre (Master Chief), un supersoldat genèticament millorat, que participa en la defensa de la Terra.

## Història
El 17 novembre 2552, l'Amo Mestre cau cap a l'atmosfera terrestre impactant en una jungla africana, on és recollit per l'Inquisidor i el Sargent Johnson i un grup de marines, el grup es mobilitza cap al punt acordat, però és interceptat per diversos grups Covenant, els quals ataquen al grup mentre és extret, destruint els Pelican i capturant als supervivents, però John -117 i l'inquisidor no són capturats, aconsegueixen rescatar els supervivents i el grup és finalment evacuat.
Els dos s'obren pas cap a una base de l'UNSC, on Miranda Keyes i Lord Hood planegen un atac aeri cap a les naus del Profeta de la Veritat, que s'han estacionat sobre un misteriós artefacte Forerunner desenterrat de les sorres de les ruïnes de la ciutat de Nova Mombasa, " l'Arca". De sobte, el senyal és interromput per un missatge del Profeta de la Veritat. Després, el senyal es restableix, però Miranda Keyes dona l'ordre d'evacuar la base perquè diu que serà atacada. Tal com ho prediu Keyes, la base és atacada i se li assigna a John -117 la missió d'ajudar en l'evacuació i el rescat dels soldats presoners, la qual cosa aconsegueix.
Després se l'informa que tenen preparant una bomba per assassinar tots els Covenant que segueixin allà després que tot el personal hagi estat evacuat. Desgraciadament, els Covenant els descobreixen i ataquen el grup que estava preparant la bomba, forçant a sortir, per la qual cosa Master Chief ha d'anar a matar els brutes que hi ha i activar la bomba ell mateix, la qual cosa aconsegueix fer, i finalment surt de la base per un ascensor.
Més tard en Master Chief lidera un grup de Marines en Warthogs que es dirigeixen cap a la ciutat de Voi lluitant contra diversos grups de Covenant. Més tard entren a la ciutat combatent al Covenant i destruint alguns Wraith antiaeris i a un Scarab. Quan el Master Chief destrueix totes les forces antiaèries del pla, a la ciutat de Voi, Hood comença el seu atac, però el profeta de la Veritat activa l'artefacte abans del que s'esperava, que és com un portal pel qual ell i els seus seguidors passen. Després, una nau Covenant en controlada pels Flood arriba a la Terra i s'estavella en Voi, infectant-ho tot.
Els Elits també arriben i detenen l'amenaça Flood disparant cap a les zones infectades, però al cost de perdre la ciutat. A la nau principal Elite, ara capitanejada per Rtas ' Vadum, en Chief i la resta veuen un missatge deixat per Cortana, qui diu que la ciutat sagrada dels profetes, la Gran Caritat es dirigeix a la terra amb un exèrcit de Flood i que a través del portal hi ha una solució per acabar amb els Flood. En Master chief i els altres decideixen passar per ell, a excepció de Hood, qui decideix quedar-se a la Terra per protegir el que queda. Unint-se'ls en el seu viatge en 343 Guilty Spark, l'oracle del primer anell, que igual que els Elites ha conformat una aliança amb els humans .
En traspassar el portal el Cap Mestre i companyia descobreixen la veritable Arca, una instal·lació massiva a la vora de la Via Làctia. En arribar -hi, en Chief i Guilty Spark localitzen al mapa el cartògraf de la Instal·lació que els dona la localització exacta del profeta Veritat, però, són sorpresos pel Covenant. 343 els retarda analitzant més del compte el mapa, i, posteriorment, surten del cartògraf. Les forces humanes i Elites llancen un atac als generadors de defensa enviant un equip a cada un, el sergent Johnson liderant al primer, els Elites liderats per l'inquisidor al segon i John -117 liderant alguns SCDOs i marines en el tercer. Tant el Cap Mestre com els Elites triomfen, però Johnson fracassa i és
capturat. Els equips de tots dos reactors es reuneixen i van cap al primer aquesta vegada amb èxit .
Tot d'una, quan Rtas ' Vadum està llest per a destruir la ciutadella apareix Gran Caritat estavellant i llançant espores per tota la zona i danyant la nau, El Master Chief i l'Inquisidor es veuen forçats a unir-se temporalment amb Gravemind, el líder Flood, per detenir a Veritat d'activar els anells i començar el que ell anomena el Gran Viatge que segons ell, els portés a tots els del Covenant cap a la salvació i la immortalitat. Veritat captura a Johnson, ja que només els humans poden manipular la tecnologia Forerunner. Miranda Keyes tintenta de salvar a en Jonshon, però és assassinada pel Profeta. Una vegada que les forces protectores de Veritat han estat eliminades, en Chief atura l'activacio dels anells i l'Inquisidor mata a Veritat. Amb l'activació dels anells aturada, Gravemind els traeix i Johnson escapa.
En Chief descobreix un nou anell Halo sent construït en l'Arca, un reemplaçant el que es destrueix en el primer joc. 343 reapareix admetent que sabia sobre la reconstrucció de la instal·lació, on mostra afecte al "seu" anell reconstruït (li tenia molt afecte). En Chief decideix engegar per acabar amb els Flood d'una vegada per totes abans que s'acabés de construir per generar una explosió i no la temuda activació, però primer va a les ruïnes de Gran Caritat per rescatar Cortana. El temps s'acabava per trobar el Indice de l'anell, però gràcies a Cortana, van ometre aquesta missió en conservar l'índex de l'anell original. En la seva fuita, el Cap destrueix el reactor de Gran Caritat, fent explotar i aparentment matant a Gravemind en el progrés .
En arribar a Halo, Cortana descobreix que Gravemind va sobreviure i que està reconstruint en l'anell. A la Sala de Control de l'anell Johnson es prepara per activar l'anell amb el Chief i l'Inquisidor vigilant-li l'esquena, però és sorprès pel Monitor, que anava en la seva contra, després ell li dona al cap Mestre seva Làser Spartan. Després de la lluita contra Spark, el Cap dispara Johnson. Finalment, el Cap activa l'Halo. El Cap, Cortana i l'Inquisidor fugen cap a una fragata de l'UNSC, la "Forward Unto Dawn" a mesura que Halo es va destrossant. El "Forward Unto Dawn " aconsegueix maniobrar per sortir ràpid de
l'arca pel portal terrestre, encara actiu. No obstant això, només la meitat
superior d'aquesta, carregant l'Inquisidor, passa pel portal. Deixant el celler
i la part del darrere (on el Cap i Cortana es trobaven) a mercè de l'explosió
.
De tornada a la Terra hi ha un homenatge cap als caiguts en la guerra dirigit per Lord Hood i l'Inquisidor, els Elites supervivents tornen al seu planeta natal. Després dels crèdits es mostra l'Amo Mestre i la Cortana vius, però a la deriva per la galàxia, en la meitat inferior de la Dawn. La Cortana envia un senyal d'auxili, encara que sap que podria trigar anys a ser rebuda. El Master Chief entra en una càmera criogènica de Spartans, no sense abans dir-li a la Cortana "Quan em necessitis, desperta'm".
En completar la missió amb llegendari, es pot veure la fragata apropant-se a un planeta desconegut el qual dona principi a Halo 4.